# Hanno Blaschke

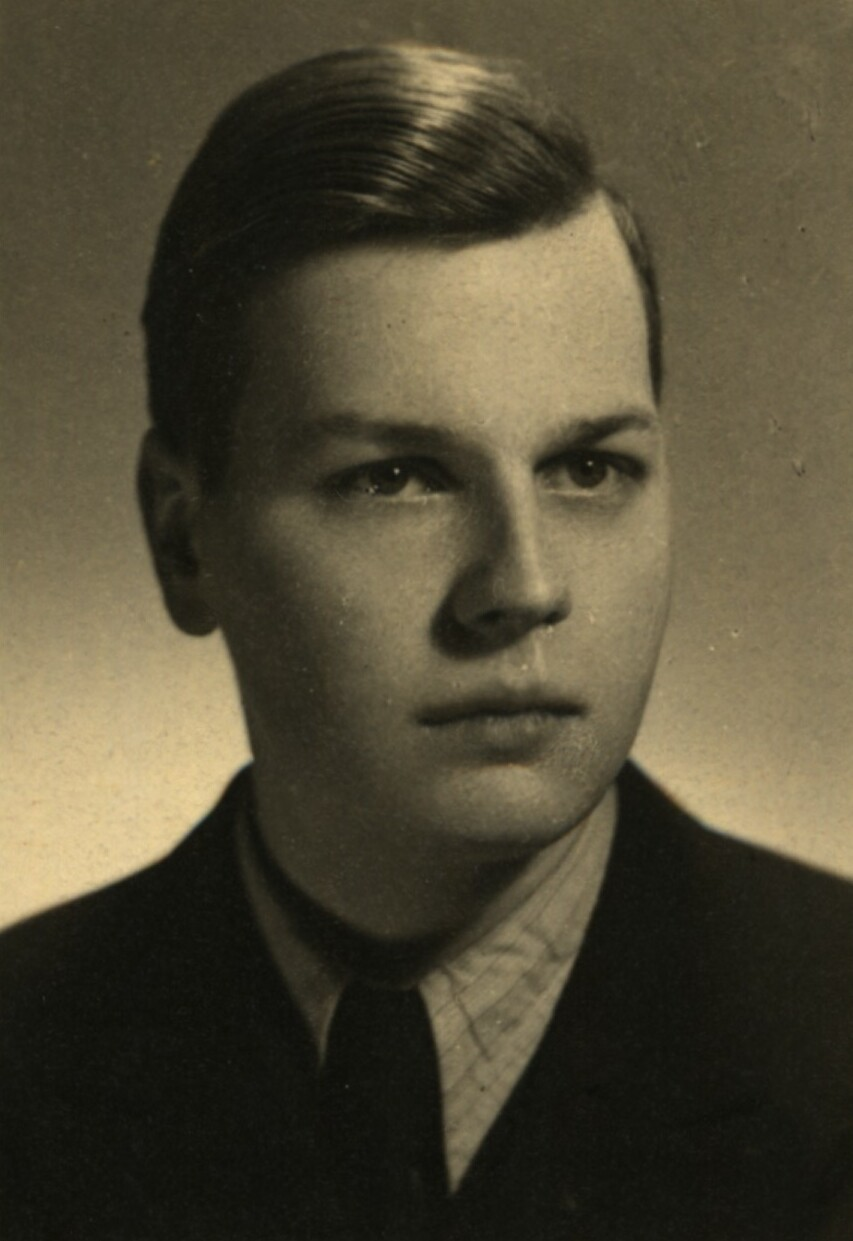
Hanno Blaschke (1950)

Hanno Blaschke (* 22. April 1927; † 18. November 2017) war ein deutscher Sänger (Bariton) und Professor für Gesang. Blaschke hatte zuletzt eine Professur für Gesang an der Hochschule für Musik und Theater München.

## Biografie
Hanno Blaschke nahm privat Gesangsstunden bei Kammersänger Robert Büssel in Dresden. Dort erlebte er die Luftangriffe auf Dresden. Er studierte in Breslau, Warschau und Zoppot. Er wirkte anschließend als Konzertsänger und Gesangspädagoge und erwarb sich internationales Renommee. Seine besondere Neigung zur Nachwuchsförderung führte ihn zunächst nach Warschau (Assistent von Ada Sari). 1961 begann er seine Lehrtätigkeit an der Hochschule für Musik in München, die ihn 1975 als ordentlichen Professor berief. Bis zu seiner Pensionierung 1992 bildete er zahlreiche Sängerinnen und Sänger aus, die international Karriere machten. Er war bis zu seinem Tod als Leiter von Meisterkursen und weltweit als Juror gefragt.
Schüler von ihm waren unter anderem  Christian Franz, Tomasz Kaluzny, Michael Kraus und Florian Prey.

## Ehrungen
- Bundesverdienstkreuz am Bande, „als einer der wesentlichen Musikpädagogen im deutschsprachigen Raum“ (15. Oktober 1981)[2]
- Bundesverdienstkreuz 1. Klasse (27. August 1998)[2]
- Ehrenmedaille der Hochschule für Musik und Theater München (2006)